# Murray Perahia
Pour les articles homonymes, voir Perahia.
Murray Perahia (né le 19 avril 1947 dans le Bronx à New York) est un pianiste et chef d'orchestre américain, établi au Royaume-Uni.

## Biographie

### Dates familiales
Murray (Moshé) Perahia est né dans le quartier du Bronx à New York dans la famille de David et Flora Perahia, juifs séfarades parlant le judesmo (ladino). Son père a immigré aux États-Unis en 1935 en provenance de Thessalonique, Grèce. La plupart des membres de la famille qui sont restés à Thessalonique ont été  déportés et tués pendant la Shoah.

### Ses débuts
Bien qu'ayant commencé à jouer du piano dès l'âge de 1 an, Perahia ne commence à l'étudier sérieusement que vers 3 ans. Il entre à 17 ans au Mannes College, où il étudie l'instrument, la direction d'orchestre, et la composition avec Mieczysław Horszowski. L'été, il suit l'enseignement de l'École de musique et festival de Marlboro, où il étudie entre autres avec Rudolf Serkin et Pablo Casals.
En 1972, il gagne le Concours international de piano de Leeds, ce qui a pour effet d'asseoir sa réputation de jeune talent. À titre anecdotique, Fanny Waterman a déclaré (Piano Competition: The Story of the Leeds, par Wendy Thompson) qu'Horszowski avait prévenu peu avant la compétition qu'il en amènerait le vainqueur. Cette annonce de la participation de Perahia aurait provoqué l'abandon d'autres compétiteurs américains.
En 1973 il collabore avec Benjamin Britten et Peter Pears au Festival d'Aldeburgh. Il en devient codirecteur artistique en 1981, et ce jusqu'en 1989.
Les premiers enregistrements d'importance que Perahia réalise sont l'intégrale des concertos pour piano de Mozart, avec l'English Chamber Orchestra dirigé au piano. Dans les années 1980, il enregistre également l'intégralité des concertos pour piano de Beethoven, avec le Royal Concertgebouw Orchestra dirigé par Bernard Haitink.
Perahia est lié d'une proche amitié avec Vladimir Horowitz. Ce dernier a sur lui une influence majeure.
En marge de son activité de pianiste soliste, Perahia collabore régulièrement avec le Quatuor Guarneri et le Quatuor de Budapest. Il est également le chef invité principal de l'orchestre de l'Academy of St Martin in the Fields, avec laquelle il enregistre et donne des représentations.

### Années 1990: problème de santé
En 1992, une coupure au pouce (faite par une feuille de papier) ne parvient pas à cicatriser ; le pianiste cessera de jouer pendant deux périodes d'un an et demi, séparées par 6 mois de reprise d'activité. Au cours de cette période, il se voue à une étude poussée de Jean-Sébastien Bach. Vers la fin des années 1990, dès qu'il obtient l'accord des médecins, il enregistre une série d'œuvres pour piano de Bach, très bien accueillies dans le monde musical. Son interprétation des Variations Goldberg est considérée comme l'une des meilleures. Perahia s'est ainsi imposé  comme un des grands spécialistes de Bach dont il enregistre depuis lors de nombreuses œuvres pour clavier.
Il a également enregistré les 24 études de Chopin, ainsi que les dernières sonates pour piano de Schubert.

### Années 2000
Depuis 2006, il vit à Londres. Le 8 mars 2004, la reine Élisabeth II l'a fait Chevalier commandeur honoraire de l'Ordre de l'Empire britannique (KBE).
Début 2006, les problèmes de santé de Perahia sont réapparus, l'éloignant de nouveau de la scène. Plusieurs représentations au Barbican de Londres ont été annulées, ainsi qu'une tournée dans dix villes des États-Unis. En octobre 2006, Perahia a pu reprendre ses tournées. Il donne une série de représentations dans différentes villes d'Allemagne, dont Hambourg où il connaît un véritable succès.

## Récompenses
- Médaille Claudio-Arrau de la Robert Schumann Society:
  - Décernée en 2000 durant le VIIe Festival international Robert-Schumann
- Grammy Award "Meilleure interprétation de musique de chambre":
  - Décernée en 1989 à David Corkhill, Evelyn Glennie, Murray Perahia & Georg Solti pour l'interprétation de la Sonate pour deux pianos et percussions de Bartók

- Grammy Award "Meilleure interprétation - soliste sans orchestre:
  - Décernée en 1999 à Murray Perahia pour l'interprétation des Suites Anglaises Nos. 1, 3 et 6 de Bach
  - Décernée en 2003 à Andreas Neubronner (production et ingénierie du son) & Murray Perahia pour l'interprétation des Études, Op. 10 & Op. 25 de Chopin
- Lauréat du prix Bach de la Royal Academy of Music en 2012.

## Discographie

### Années 1970
- Chopin : Sonates pour piano N°2 et 3 (1974)
- Schumann: Études Symphoniques Op.13; Études Posthumes; Papillons Op.2 (1977)
- Mozart: Concertos pour piano n°21 (K.467) et n°9 (K.271); English Chamber Orchestra (1978)

### Années 1980
- Mozart : Concertos n° 12 et 27 (K 444 et 595) ; English Chamber Orchestra, (1980 — enregistré en juin et septembre 1979)
- Beethoven: Sonatas nos. 4 and 11 (1982)
- Schubert: 4 Impromptus D. 899 (op. 90), 4 Impromptus D. 935 (op. 142) (1983)
- Schubert: Wanderer Fantasie; Schumann: Fantasie in C Major (1986)
- Mozart, Beethoven: Quintets for piano and Winds (1986)
- Mozart: Sonata (K. 448); Schubert: Piano sonata for four hands (1984) — avec Radu Lupu
- Beethoven: Piano concertos nos. 3 and 4 (1986)
- Brahms: Piano quartet (1987)
- Beethoven: Piano sonatas nos. 17, 18 and 26 (1987)
- Beethoven: Piano concerto no. 5 (L'Empereur) (1987)
- A Portrait of Murray Perahia (1987)
- Mendelssohn: Piano concertos nos. 1 and 2 (CD de 1987, mais enregistrement de 1974; originellement produit en vinyle) — avec Neville Marriner et l'Academy of St Martin in the Fields
- Mozart: Piano concertos nos. 11, 12 and 14 (1987)
- Mozart: Piano concertos nos. 22 and 24 (1987)
- Chopin: Piano concerto no. 1, Barcarolle, etc. (1987)
- Beethoven: Piano concertos nos. 1 and 2 (1987)
- Mozart: Piano concertos nos. 9 and 21 (1987)
- Schumann: Symphonic études, posthumous études, Papillons; Chopin: Piano sonatas nos. 2 and 3 (1988)
- Schumann: Davidsbündlertänze; Fantasiestücke (1988)
- Beethoven: The five piano concertos (1988) — avec le Royal Concertgebouw Orchestra dirigé par Bernard Haitink
- Schumann: Piano sonata, (op. 22), Schubert: piano sonata (D. 959) (1988)
- Bartók: Sonata for 2 pianos and percussion; Brahms: Variations on a theme by Haydn (1988)
- Schumann, Grieg: Piano concertos (1989)

### Années 1990
- Chopin: Piano concertos nos. 1 and 2 (1990)
- Murray Perahia in Performance (1991)
- Murray Perahia Plays Franck and Liszt (1991)
- Brahms: Sonata no. 3, Rhapsodies, etc. (1991)
- Mozart: Concertos for 2 and 3 pianos, Andante and variations for piano four hands (1991) avec Radu Lupu
- Mozart: Piano concertos nos. 21 and 27 (1991)
- The Aldeburgh Recital : Beethoven (32 variations), Schumann (Carnaval de Vienne), Liszt (Rhapsodie hongroise et Consoldation), Rachmaninov (Etudes-Tableaux)(1990)
- Mozart: Piano sonatas (K. 310, 333, and 533) (1992)
- Bach: Harpsichord concertos (1993)
- Immortal Beloved Original Motion Picture Soundtrack (1994)
- Greatest Hits: Grieg (1994)
- Chopin: Ballades, Waltzes, Mazurkas, etc. (1995)
- Beethoven: Piano sonatas (op. 2, nos. 1–3) (1995)
- Murray Perahia: 25th Anniversary Edition (1997)
- Schumann: Kreisleriana, Piano sonata no. 1 (1997)
- Schumann: Complete works for piano and orchestra (1997) — avec l'Orchestre Philharmonique de Berlin dirigé par  Claudio Abbado
- Murray Perahia Plays Handel and Scarlatti (1997)
- Bach: English suites nos. 1, 3 and 6 (1998), Sony Classical
- Songs Without Words: Bach/Busoni, Mendelssohn and Schubert–Liszt (1999)
- Mozart: Piano concertos nos. 20 and 27 (1999)
- Glenn Gould at the Movies (1999)
- Bach: English suites nos. 2, 4 and 5 (1999), Sony Classical

### Années 2000
- Bach: Goldberg Variations (2000)
- Bach: Keyboard concertos nos. 1, 2 & 4, Academy of St Martin in the Fields (2001)
- Chopin: Etudes, Op.10 & 25 (2001)
- Bach: Keyboard concertos nos. 3, 5, 6, 7, Academy of St Martin in the Fields (2002)
- Schubert: Late piano sonatas (2003)
- Murray Perahia Plays Bach (2003)
- Beethoven: String Quartet, Op. 127; Piano Sonata, Op. 101 (2004) (Le quatuor op. 127 a été transcrit pour orchestre et est dirigé par Murray Perahia)
- Bach: Partitas 2, 3 & 4 (2008), Sony Classical
- Bach: Partitas 1, 5 & 6 (2009), Sony Classical

### Années 2010
- Brahms: Handel Variations op. 24, 2 rhapsodies op. 79, 6 pièces pour piano op. 118, 4 pièces pour piano op. 119 (2010)
- coffret anniversaire (2012) de 68 CD, reprenant les enregistrements des quarante dernières années.
- Bach: Suites françaises (2016), Deutsche Grammophon[6]
- Beethoven: Piano Sonatas nos. 106 "Hammerklavier" & Op. 27/2 "Moonlight" (2018), Deutsche Grammophon[7].

## Vidéographie
- (en) Mozart : Piano concertos nos. 21 and 27 in rehearsal and performance (1992)
- (en) Beethoven : Concerto pour piano no 1 opus 15 London Symphony Orchestra Sir Georg Solti LaserDisc Pioneer (1987)
- (en) Beethoven : L'intégrale des concertos pour piano; Academy of St Martin in the Field / Marriner (Classic Archive BBC - 1988)